# Tarașcea
Tarașcea (în ucraineană Тараща) este orașul raional de reședință al raionului Tarașcea din regiunea Kiev, Ucraina. În afara localității principale, nu cuprinde și alte sate.

## Demografie
Componența lingvistică a orașului Tarașcea
     Ucraineană (97,38%)
     Rusă (2,24%)
     Alte limbi (0,13%)
Conform recensământului din 2001, majoritatea populației orașului Tarașcea era vorbitoare de ucraineană (97,38%), existând în minoritate și vorbitori de rusă (2,24%).

## Galerie de imagini

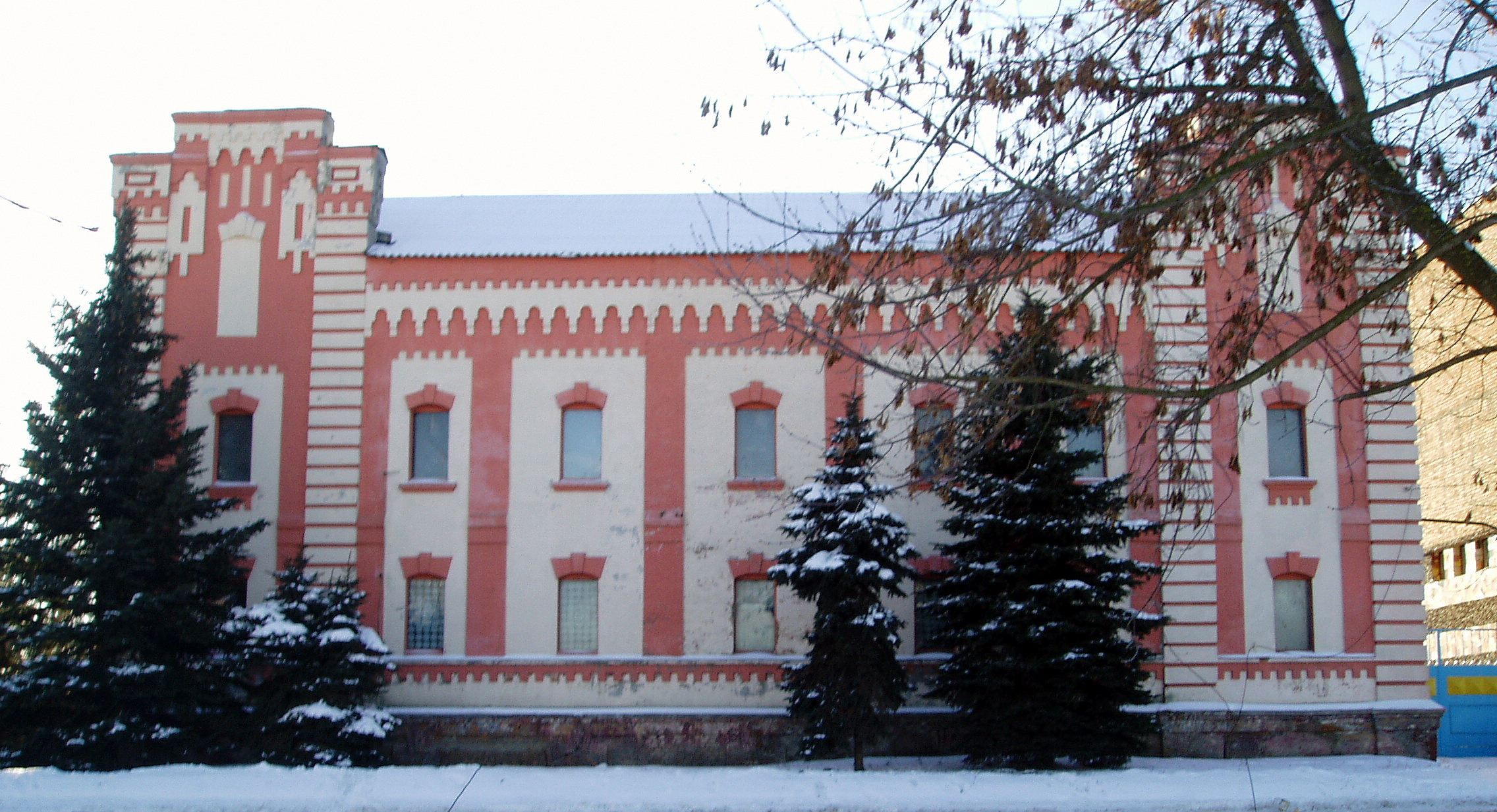
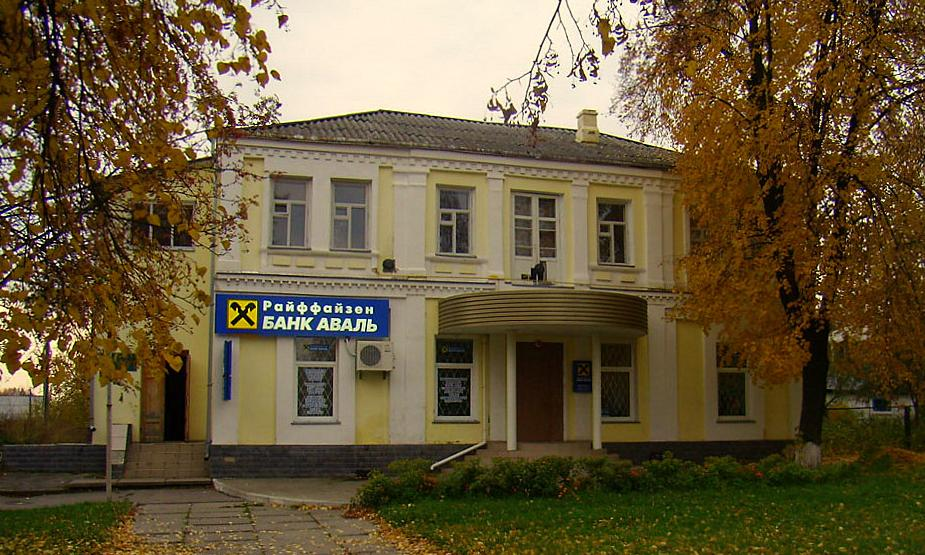
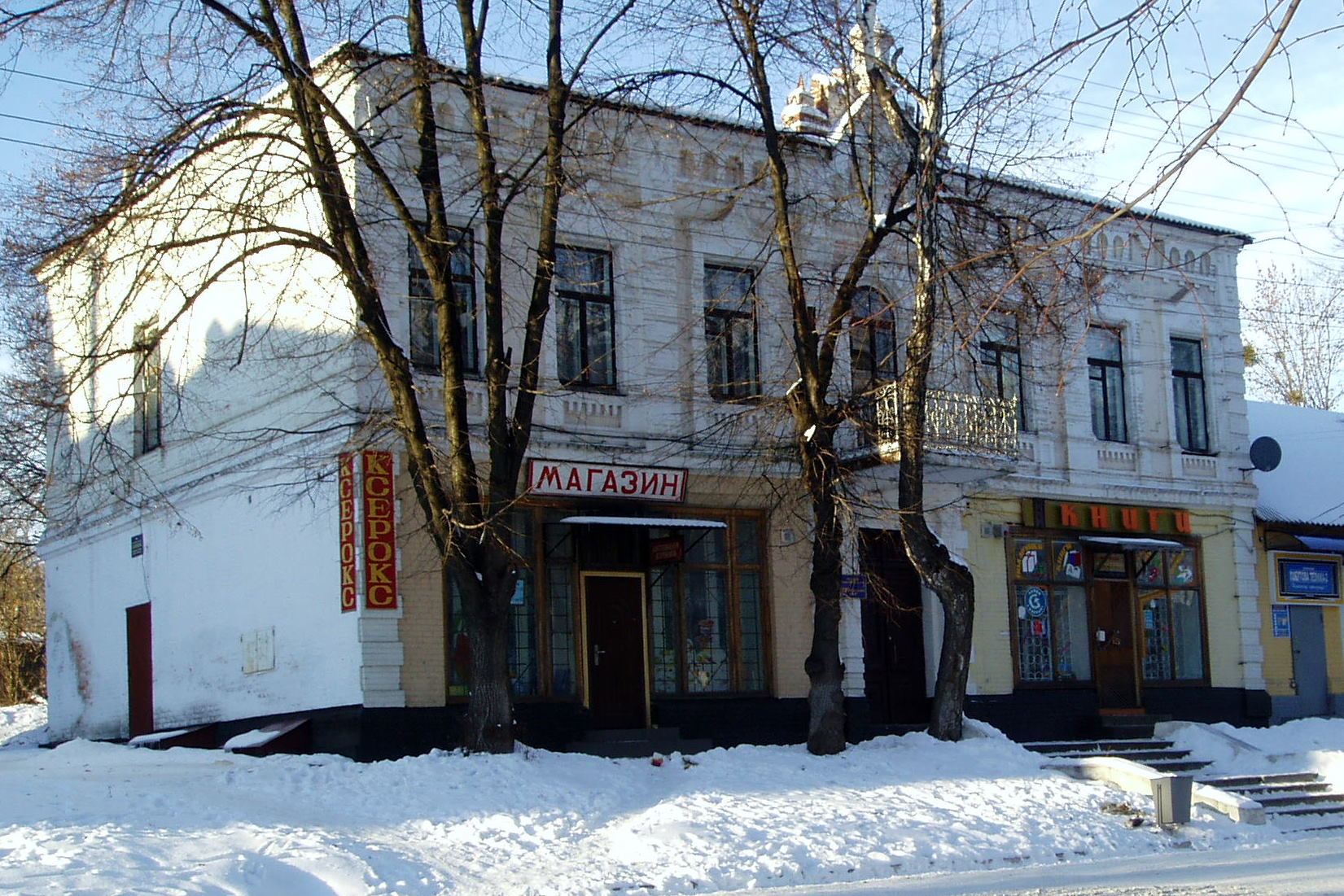
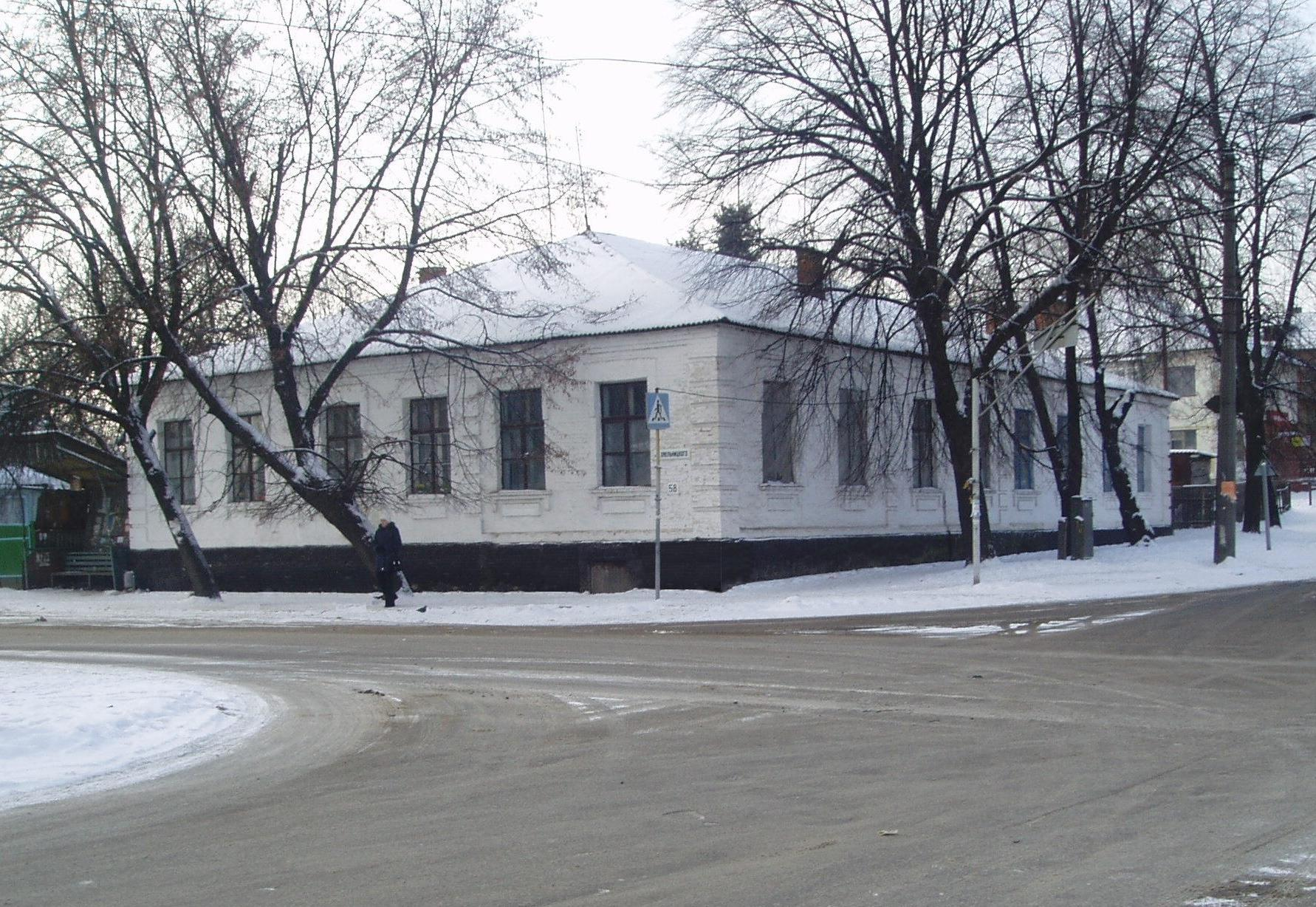
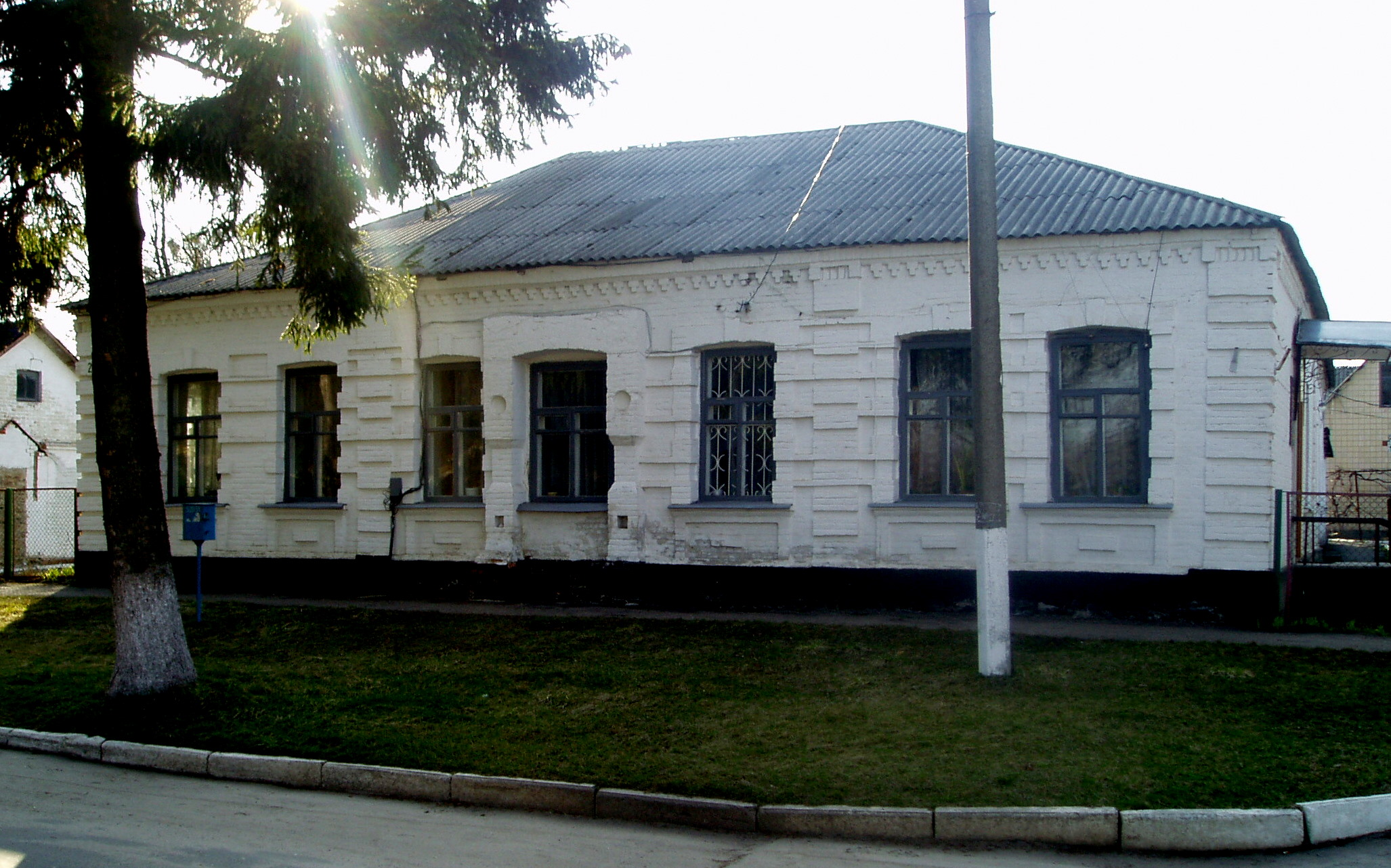

## Istoric
Uniunea statală polono-lituaniană 1709–1793

 Imperiul Rus 1793–1917

 RSS Ucraineană 1920–1922

 Uniunea Sovietică 1922–1941

 Imperiul German (ocupația) 1941–1944

 Uniunea Sovietică 1944–1991

 Ucraina 1991–prezent 